# Polskie pastorałki
Polskie pastorałki – album Chóru Katedry Warszawsko-Praskiej Musica Sacra pod kierownictwem Pawła Łukaszewskiego, z udziałem sopranistki Joanny Łukaszewskiej, wydany 6 grudnia 2017 nakładem Instytutu Musica Sacra (nr kat. MSE 050). Płyta uzyskała nominację do Fryderyka 2018 w kategorii Album Roku Muzyka Chóralna, Oratoryjna i Operowa. Zdobywca nagrody Stowarzyszenia Wydawców Katolickich Feniks 2018 (Kategoria muzyka chrześcijańska – muzyka klasyczna).

## Lista utworów
1. Kulig [0'21"]
2. Dzieciątko się narodziło [1'08"]
3. Na Boże Narodzenie [ 1'55"]
4. Królu Anielski [2'40"]
5. Któż o tej dobie [3'00"]
6. Nie masz ci, nie masz, nad tę gwiazdeczkę [3'45"]
7. Przybieżeli do Betlejem [1'16"]
8. Biegnę z rana, zmordowana [4'29"]
9. Gwałtu, gwałtu! Pastuszkowie! [1'45"]
10. Przylecieli Aniołkowie [1'50"]
11. Zeszliśmy się, bracia [3'05"]
12. Różne muzyk chóry [3'47"]
13. Pasły się owce pod borem [1'29"]
14. Gdy śliczna Panna Syna kołysała [5'14"]
15. Pasterze drzymali w dolinie [2'22"]
16. Hej! Bracia! Czy śpicie [1'02"]
17. Kulig [1'18"]